# Ödsgårdsmon
Ödsgårdsmon – miejscowość (småort) w Szwecji w gminie Sollefteå w regionie Västernorrland. Około 57 mieszkańców.